# Discrimination envers les femmes
La discrimination envers les femmes est, en droit, l'utilisation d'un motif de distinction fondé sur le sexe ou le genre pour compromettre l’égalité dans la reconnaissance ou l’exercice d’un droit par une ou des femmes.
Sous un angle juridique, la discrimination envers les femmes n'est pas tout à fait identique au sexisme ; en effet, dans les cas où le sexisme se limite à la simple expression de préjugés et qu'il ne compromet pas l'exercice des droits par les femmes, il ne s'agit pas d'une discrimination au sens des définitions de la discrimination retenues par les principaux tribunaux, notamment la Cour suprême du Canada dans l'arrêt Ward c. Québec (Commission des droits de la personne et des droits de la jeunesse).
La discrimination envers les femmes ne se confond pas non plus avec les inégalités hommes-femmes dans la mesure où ce ne sont pas toutes les inégalités hommes-femmes qui respectent les critères de la discrimination énoncés par les tribunaux. Les inégalités appartiennent à l'univers de la sociologie et elles ne sont pas toutes illégales, tandis que la notion de discrimination appartient principalement au domaine du droit[réf. nécessaire].
En tant que discrimination dans l'exercice des droits, la discrimination envers les femmes peut être subdivisée en plusieurs sous-catégories de discriminations en fonction du droit qu'une personne tente d'exercer, dont notamment : 
- la discrimination dans le salaire et le traitement des femmes ;
- la discrimination des femmes sur le plan électoral ;
- la discrimination à l'embauche et à la promotion visant des femmes ;
- le harcèlement discriminatoire à l'encontre des femmes (le harcèlement sexuel) ;
- la discrimination dans l'accès aux moyens de transport ou aux services publics ;
- la discrimination dans l'accès au logement.

## Droit, par pays

### Canada

#### Charte canadienne des droits et libertés
La Charte canadienne des droits et libertés ne s'applique qu'à l'État canadien, c'est-à-dire au Parlement et au gouvernement du Canada, à la législature et au gouvernement de chaque province et aux entités qui sont appelées à exercer des fonctions étatiques. La Charte canadienne n'est donc pas pertinente pour combattre la discrimination dans le secteur privé.

Dans l'arrêt R. c. Sharma, la Cour suprême du Canada précise le critère de discrimination de l'article 15 de la Charte : 

« Le critère à deux volets applicable pour évaluer une demande fondée sur le par. 15(1) oblige le demandeur à démontrer que la loi ou la mesure de l’État contestée 
a) crée, à première vue ou de par son effet, une distinction fondée sur un motif énuméré ou analogue; et 
b) impose un fardeau ou nie un avantage d’une manière qui a pour effet de renforcer, de perpétuer ou d’accentuer le désavantage 
Il n’y a pas de cloisons étanches entre les deux étapes de l’analyse, puisqu’à chaque étape, on s’attarde aux effets de la loi contestée sur le groupe protégé. Bien que les éléments de preuve puissent se recouper à chacune des étapes, les deux étapes posent des questions fondamentalement différentes. L’analyse effectuée à une étape doit donc demeurer distincte de l’analyse faite à l’autre. »

#### Québec
La Charte des droits et libertés de la personne est applicable tant au secteur privé q'au gouvernement, donc elle est plus souvent utilisée pour combattre la discrimination fondée sur le sexe au Québec. Il y a concrètement trois critères à prouver pour la discrimination, d'après l'arrêt Bombardier de la Cour suprême du Canada :  
1. une distinction, une exclusion ou une préférence;
2. une des caractéristiques protégées a été un facteur dans la différence de traitement;
3. cette différence de traitement a pour effet de détruire ou de compromettre l’égalité dans la reconnaissance ou l’exercice d’un droit dont la protection s’impose au regard de l’art. 9.1 dans le contexte où il est invoqué ; pour les articles 10 et suivants de la Charte, l'analyse en vertu de l'article 9.1 ne s'impose pas[9],[10].

### États-Unis
Le titre 8 du Civil Rights Act de 1964 des États-Unis prohibe la discrimination fondée sur une série de critères, y compris le sexe.
Les motifs de distinction illicite sont contenus dans des lois fédérales ou des lois d'États fédérés. Elles peuvent  inclure le sexe (y compris l'orientation sexuelle et l'identité de genre) ou la grossesse.

### Suisse
En Suisse, la Constitution fédérale garantit à son art. 8, al. 2, intitulé « Égalité », que « [n]ul ne doit subir de discrimination du fait notamment [...] de son sexe ». L'al. 3 précise : « L’homme et la femme sont égaux en droit. La loi pourvoit à l’égalité de droit et de fait, en particulier dans les domaines de la famille, de la formation et du travail. L’homme et la femme ont droit à un salaire égal pour un travail de valeur égale. ».
La loi du 24 mars 1995 sur l'égalité concrétise ces principes.